# Sackets Harbor
Pour les articles homonymes, voir Sackets Harbor.
Sackets Harbor est un village du comté de Jefferson dans l'État de New York aux États-Unis, sa population en 2000 était de 1 386 habitants. Son nom lui vient de l'ancien propriétaire des terres qu'il occupe aujourd'hui, Augustus Sacket.

## Histoire
Sackets Harbor fut fondée en 1801 par Augustus Sacket et fut la plus grande communauté de la région jusqu'à la fondation de Watertown. Après les lois sur l'embargo de 1807, la localité fut un centre de lutte contre la contrebande entre les États-Unis et le Canada.

### Célébrités
- Le général Jacob Jennings Brown Surnommé "Potash Brown"
- Le général et explorateur américain Zebulon Pike qui fut tué en 1813 lors d'une action militaire en Ontario repose dans ce village.
- Le futur président Ulysses S. Grant y servit alors qu'il était aspirant officier.

## Sources
- (en) Cet article est partiellement ou en totalité issu de l’article de Wikipédia en anglais intitulé « Sackets Harbor, New York » (voir la liste des auteurs).